# Ferula euxina
Ferula euxina är en flockblommig växtart som beskrevs av Pimenov. Ferula euxina ingår i släktet stinkflokesläktet, och familjen flockblommiga växter. Inga underarter finns listade i Catalogue of Life.